# The Blue Pill
WEITERLEITUNG The Blue Elephant